# Municipio de Brothersfield
El municipio de Brothersfield (en inglés: Brothersfield Township) es un municipio ubicado en el condado de Turner en el estado estadounidense de Dakota del Sur. En el año 2010 tenía una población de 165 habitantes y una densidad poblacional de 2,24 personas por km².

## Geografía
El municipio de Brothersfield se encuentra ubicado en las coordenadas 43°27′55″N 97°6′9″O / 43.46528, -97.10250. Según la Oficina del Censo de los Estados Unidos, el municipio tiene una superficie total de 73.69 km², de la cual 73,68 km² corresponden a tierra firme y (0 %) 0 km² es agua.

## Demografía
Según el censo de 2010, había 165 personas residiendo en el municipio de Brothersfield. La densidad de población era de 2,24 hab./km². De los 165 habitantes, el municipio de Brothersfield estaba compuesto por el 86,67 % blancos, el 4,85 % eran amerindios, el 2,42 % eran asiáticos, el 6,06 % eran de otras razas. Del total de la población el 6,67 % eran hispanos o latinos de cualquier raza.